# Albula koreana
Albula koreana is een straalvinnige vissensoort uit de familie van de gratenvissen (Albulidae). De wetenschappelijke naam van de soort is voor het eerst geldig gepubliceerd in 2011 door Kwun & Kim.